# 維拉昆卡山 (科拉尼區)
14°03′41″S 70°44′44″W / 14.06139°S 70.74556°W
維拉昆卡山（Huilacunca），是秘魯的山峰，位於該國東南部普諾大區，由卡拉瓦亞省的科拉尼區負責管轄，屬於韋爾卡努塔山脈的一部分，海拔高度約5,100米。